# Croweology
Croweology es un álbum acústico de la banda estadounidense The Black Crowes, lanzado el 3 de agosto del año 2010. Incluye 20 canciones de su repertorio desde Shake Your Money Maker hasta Lions en versiones acústicas.

## Lista de canciones

### Disco Uno
1. "Jealous Again" – 5:13
2. "Share the Ride" – 3:58
3. "Remedy" – 5:33
4. "Non-Fiction" – 7:54
5. "Hotel Illness" – 3:38
6. "Soul Singing" – 4:15
7. "Ballad in Urgency" – 9:16
8. "Wiser Time" – 9:33
9. "Cold Boy Smile" – 5:35
10. "Under a Mountain" – 4:42

### Disco Dos
1. "She Talks to Angels" – 6:16
2. "Morning Song" – 6:13
3. "Downtown Money Waster" – 4:17
4. "Good Friday" – 5:42
5. "Thorn in My Pride" – 9:35
6. "Welcome to the Good Times" – 4:01
7. "Girl from a Pawnshop" – 7:08
8. "Sister Luck" – 5:58
9. "She" – 5:31
10. "Bad Luck Blue Eyes Goodbye" – 7:03

## Personal
- Chris Robinson – voz, guitarra
- Rich Robinson – guitarra, voz
- Steve Gorman – batería
- Sven Pipien – bajo
- Luther Dickinson – guitarra
- Adam MacDougall – teclado